# Rhigospira quadrangularis
Rhigospira  es un género monotípico de planta con flor con una única especie perteneciente a  la familia de las Apocynaceae. Rhigospira quadrangularis (Müll.Arg.)Miers es originaria de Sudamérica tropical donde se encuentra en la Amazonia en Venezuela, Colombia, Brasil y Perú.
Su fruto, es de color verde amarillento, con el mesocarpo de color rojo encendido y numerosas semillas, siendo comestible la pulpa del fruto maduro. El fruto igualmente se utiliza en medicina tradicional para combatir la tuberculosis. 
Respecto a su madera,esta es liviana y apta para contrachapados y en carpintería de interior.

## Taxonomía
Rhigospira quadrangularis  fue descrito por John Miers y publicado en On the Apocynaceae of South America 68. 1878.
Sinonimia
- Ambelania quadrangularis Müll.Arg. in C.F.P.von Martius & auct. suc. (eds.), Fl. Bras. 6(1): 18 (1860). basónimo
- Hancornia macrophylla Spruce ex Müll.Arg. in C.F.P.von Martius & auct. suc. (eds.), Fl. Bras. 6(1): 18 (1860).[2]

## Nombre común
- Caimo morado, Guayaba de monte, Guayabilla, Guayabilla de monte, Juansoco de Danta, Palo de leche[4]